# Wereldkampioenschappen schaatsen afstanden 2020 - Teamsprint vrouwen
De teamsprint voor vrouwen op de wereldkampioenschappen schaatsen afstanden 2020 werd gereden op donderdag 13 februari 2020 in het ijsstadion Utah Olympic Oval in Utah, USA.

## Uitslag
| Rang   | Naam      | Land      | Tijd    |
| ------ | --------- | --------- | ------- |
| Goud   | Nederland | Nederland | 1.24,02 |
| Zilver | Rusland   | Rusland   | 1.24,50 |
| Brons  | Polen     | Polen     | 1.25,37 |
| 4      | China     | China     | 1.26,80 |

## Deelneemsters
| Land      | Wit               | Rood            | Geel              | Blauw               |
| --------- | ----------------- | --------------- | ----------------- | ------------------- |
| China     | Tian Ruining      | Jin Jingzhu     | Zhao Xin          | Li Qishi            |
| Nederland | Femke Kok         | Jutta Leerdam   | Letitia de Jong   | Ireen Wüst          |
| Polen     | Andżelika Wójcik  | Kaja Ziomek     | Natalia Czerwonka | Karolina Bosiek     |
| Rusland   | Angelina Golikova | Olga Fatkoelina | Daria Katsjanova  | Jekaterina Sjichova |

2019 · 
2020 · 
2021 · 
2022 · 
2023 · 
2024 · 
2025